# Druaga no tō: the Aegis of Uruk
Druaga no tō: the Aegis of Uruk (ドルアーガの塔 〜the Aegis of URUK〜?) è un anime prodotto da Gonzo nel 2008, ispirato al marchio Namco "The Tower of Druaga" che inizia con un videogioco arcade prodotto nel 1984.
Il sequel dell'anime dal titolo Druaga no tō: the Sword of Uruk (ドルアーガの塔 ～the Sword of URUK～?) è stato trasmesso a partire dal 9 gennaio 2009.

## Trama
Sono passati sessant'anni da quando il re Gilgamesh ha sconfitto il malvagio Druaga nella sua torre, e ora la torre è rinata di nuovo. L' "Estate di Anu" è una stagione che cade dopo un numero casuale di anni durante la quale i poteri dei mostri della torre diminuiscono grazie all'opera del dio Anu. Ogni Estate di Anu, l'esercito del regno di Uruk rafforza le sue roccaforti nella torre preparandosi a salire i piani superiori. La storia comincia alla terza estate di Anu. La città di Meskia, al primo piano della torre, è la prima di queste roccaforti. Oltre all'esercito, numerosi avventurieri chiamati Scalatori si riuniscono in gruppi per scalare la torre. Jil è uno di loro e vuole ottenere il Blue Crystal Rod, il leggendario tesoro situato all'ultimo piano della torre, dove si trova anche Druaga.

## Episodi
| Nº                                            | Giapponese 「Kanji」 - Rōmaji                         | In onda          | In onda |
| Nº                                            | Giapponese 「Kanji」 - Rōmaji                         | Giapponese       |         |
| Druaga no Tō ~the Aegis of URUK~ (13 episodi) |                                                       |                  |         |
| 1                                             | 「ドルアーガの巨塔」 - Dorua-ga no kyotō              | 4 aprile 2008    |         |
| 1b speciale                                   | 「ジルの冒険」 - Jil no bōken                         | 4 aprile 2008    |         |
| 2                                             | 「塔内都市メスキア」 - Tō uchi toshi Mesukia          | 11 aprile 2008   |         |
| 3                                             | 「旅立ちの前に」 - Tabidachi no zen ni                | 18 aprile 2008   |         |
| 4                                             | 「バンド･オブ･ハンド」 - Bando･Obu･Hando              | 25 aprile 2008   |         |
| 5                                             | 「ジウスドラの罠(わな)」 - Jiusudora no wana          | 2 maggio 2008    |         |
| 6                                             | 「雷光の架け橋」 - Raikō no kakehashi                 | 9 maggio 2008    |         |
| 7                                             | 「片羽(かたはね)と踊れ」 - Katahane to odore          | 16 maggio 2008   |         |
| 8                                             | 「伝説の塔」 - Densetsu no tō                         | 23 maggio 2008   |         |
| 9                                             | 「イレブンナイン」 - Irebun nain                      | 30 maggio 2008   |         |
| 10                                            | 「夏の終わりに」 - Natsu no owari ni                  | 6 giugno 2008    |         |
| 11                                            | 「ただ一枚の盾として」 - Tada ichimai no tate toshite | 13 giugno 2008   |         |
| 12                                            | 「YOU ZAPPED TO…」 - YOU ZAPPED TO…                   | 20 giugno 2008   |         |
| Druaga no Tō ~the Sword of URUK~ (12 episodi) |                                                       |                  |         |
| 1                                             | 「ギルガメスの塔」 - Girugamesu no tō                 | 8 gennaio 2009   |         |
| 2                                             | 「王都メスキア」 - ō miyako mesukia                   | 15 gennaio 2009  |         |
| 3                                             | 「夢のメルトランド」 - Yume no merutorando            | 22 gennaio 2009  |         |
| 4                                             | 「幻影の中へ」 - Gen'ei no naka he                    | 29 gennaio 2009  |         |
| 5                                             | 「影の国」 - Kage no kuni                             | 5 febbraio 2009  |         |
| 6                                             | 「四つの刺客」 - Yottsu no shikaku                    | 12 febbraio 2009 |         |
| 7                                             | 「常春の館」 - Tsune haru no kan                      | 19 febbraio 2009 |         |
| 8                                             | 「二人はかつて」 - Futari hakatsute                   | 26 febbraio 2009 |         |
| 9                                             | 「夢のおわりに」 - Yume noowarini                     | 5 marzo 2009     |         |
| 10                                            | 「ラストリゾート」 - Rasuto rezo-to                   | 12 marzo 2009    |         |
| 11                                            | 「神をうつもの」 - Kami wōtsumono                     | 19 marzo 2009    |         |
| 12                                            | 「つないだ手は」 - Tsunaida te ha                     | 26 marzo 2009    |         |